# Кыльчик, Елена
Елена Ерыгина (Кыльчик) (рум. Elena Cîlcic; род. 3 июня 1996) — молдавская тяжелоатлетка, выступающая в весовой категории до 87 килограммов. Чемпионка Европы 2025 года, серебряный призёр чемпионатов Европы 2021 и 2024 годов, бронзовый призёр чемпионата Европы 2023 года. Участница летних Олимпийских игр 2020 года в Токио.

## Биография
Елена Кыльчик родилась 3 июня 1996 года.

## Карьера
После окончания дисквалификации сборной Молдавии, Кыльчик выступила на чемпионате мира 2018 года в Ашхабаде, где заняла пятнадцатое место в весовой категории до 81 килограмма. Елена подняла в рывке 92 килограмма, после чего толкнула снаряд весом 119 килограммов.
В 2019 году на чемпионате Европы в Батуми Елена Кыльчик перешла в весовую категорию до 76 килограммов. Она подняла 92 и 119 килограммов в рывке и толчке, соответственно, а её сумма в 211 килограммов позволила занять девятое место. В том же году на чемпионате мира в Паттайе Елена перешла в категорию до 87 килограммов. Она подняла 100 килограммов в рывке и толкнула 125 кг, что позволило ей стать восьмой с результатом 225 кг.
Она стала чемпионкой Европы среди спортсменов до 23 лет в весовой категории до 87 кг. Елена Кыльчик улучшила свой результат, показанный на чемпионате мира в Паттайе, подняв в толчке на 6 килограммов больше. В том же году она участвовала на турнире «Александер кап», где стала третьей с результатом 226 кг.
В 2020 году на Кубке мира в Риме стала второй, подняв 224 килограмма.
В апреле 2021 года на Чемпионате Европы в Москве, молдавская тяжёлоатлетка в весовой категории до 87 кг, с результатом 245 килограмм стала серебряным призёром чемпионата Европы. В упражнении «рывок» с весом на штанге 107 кг она стала обладателем малой бронзовой медали, а в упражнении «толчок» с весом 138 килограммов она взяла малую золотую медаль.
В Ереване, на чемпионате Европы 2023 года в категории до 81 кг Елена завоевала бронзовую медаль с результатом 234 кг по сумме двух упражнений. В упражнении рывок ей досталась малая серебряная медаль.
В феврале 2024 года на чемпионате Европы в Софии Елена завоевала серебряную медаль по сумме двух упражнений с результатом 234 кг. В отдельных упражнениях она завоевала малые серебряные медали: в рывке (103 кг) и в толчке (131 кг).
На чемпионате Европы 2025 года в Кишинёве завоевала золотую медаль в весовой категории до 81 кг с итоговым результатом 242 кг. В двух упражнениях стала победительницей.